# ZeitZentrum Zivilcourage

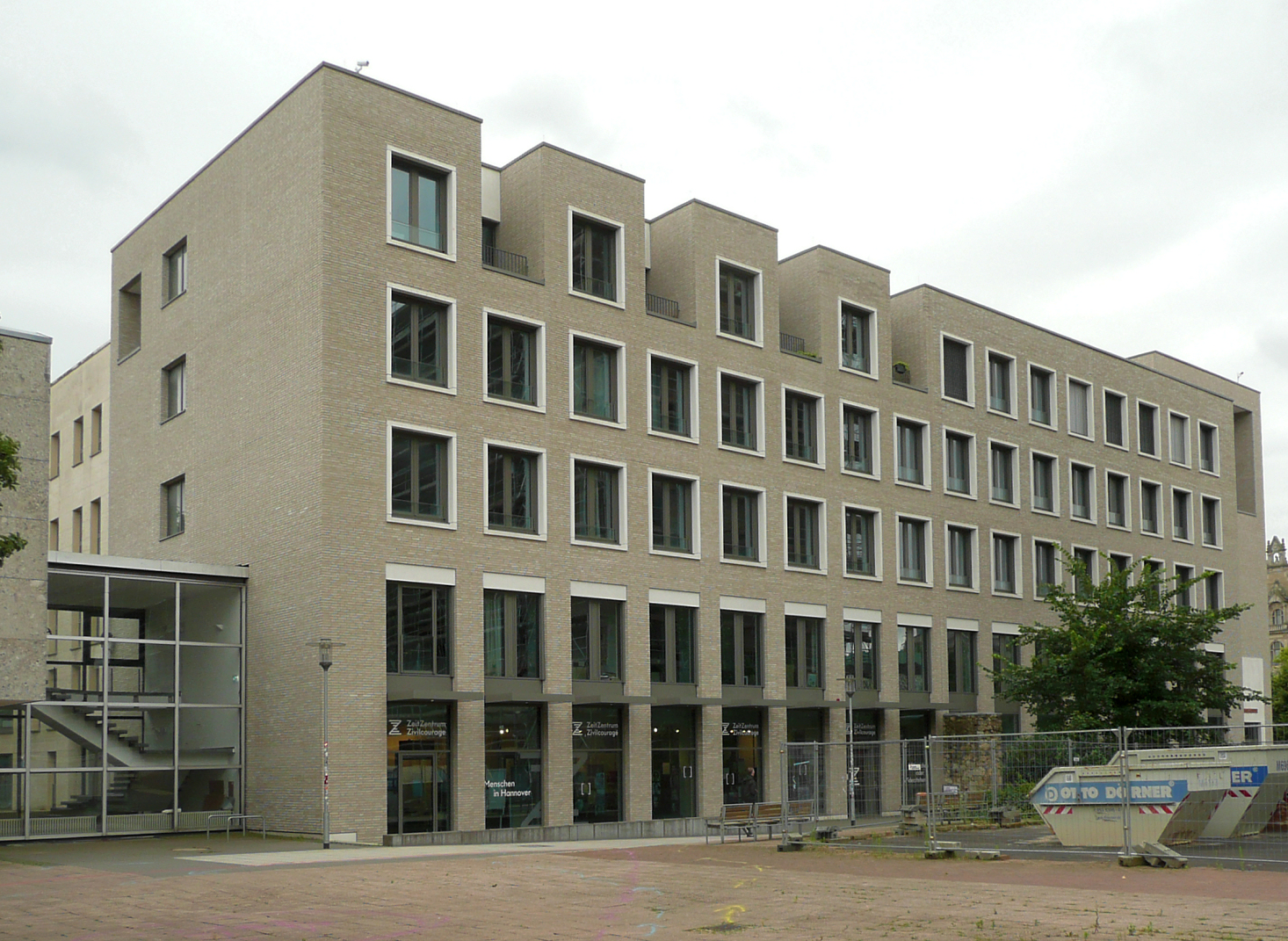
ZeitZentrum Zivilcourage

Das ZeitZentrum Zivilcourage ist ein Lernort in Hannover, der die Geschichte der hannoverschen Stadtgesellschaft in der Zeit des Nationalsozialismus vermittelt. Er steht Besuchern offen, ist aber überwiegend ein außerschulischer Lernort. Träger der 2021 eröffneten Einrichtung, die vom Historiker Jens Binner geleitet wird, ist die Stadt Hannover.
Der Lernort befindet sich am Theodor-Lessing-Platz, an dem der Friedrichswall vorbei führt. In unmittelbarer Nähe liegt das Neue Rathaus. Er ist im früheren Gebäude der Volkshochschule Hannover untergebracht, dass nach dem Auszug der Volkshochschule saniert wurde. Der Lernort richtet sich vor allem an Schul- bzw. Jugendgruppen und kann in der Woche von Gruppen für Führungen und Workshops besucht werden. An zwei Wochentagen steht der Lernort Einzelbesuchern offen.
Die Ausstellung auf rund 600 m² vermittelt auf interaktive Weise die damalige hannoversche Stadtgesellschaft im Nationalsozialismus. Dies erfolgt hauptsächlich anhand der Biographien von 46 Menschen. Sie sind ein Querschnitt der Stadtgesellschaft mit verfolgten Opfern, Widerstandskämpfern, Mitgliedern der „Volksgemeinschaft“, Profiteuren und Tätern. Die Biographien behandeln folgende Menschen: 
| - Walter Ballhause, Fotograf - Fritz Beindorff, Fabrikant - Werner Blumenberg, Lokalredakteur - Hubert Breitschaft, Soldat - Erna Blencke, Pädagogin - Auguste Breitzke, Widerstandskämpferin - Annette Chalut, Widerstandskämpferin - Ursel Fuchs, Kind - Helmut Fürst, Unternehmer - August Göbelhoff, Kaufmann - Herschel Grynszpan, Attentäter - Otto Harder, KZ-Kommandant - August Holweg, Politiker (SPD) - Kurt Klebeck, KZ-Kommandant | - Friedrich Kochheim, KZ-Häftling - Egon Kuhn, Waffen-SS-Angehöriger - Hartmann Lauterbacher, NSDAP-Gauleiter - Theodor Lessing, Publizist - August Marahrens, Bischof - Arthur Menge, Politiker (DHP) - Karl Nasemann, Widerstandskämpfer - Bernhard Rust, Politiker (NSDAP) - Hilde Schneider, Krankenschwester - Friedrich Schwarz, Kabarettist - Kurt Schwitters, Künstler - Johann Wilhelm Trollmann, Boxer - Natalia Tułasiewicz, Lehrerin - Eduard Wald, Widerstandskämpfer |

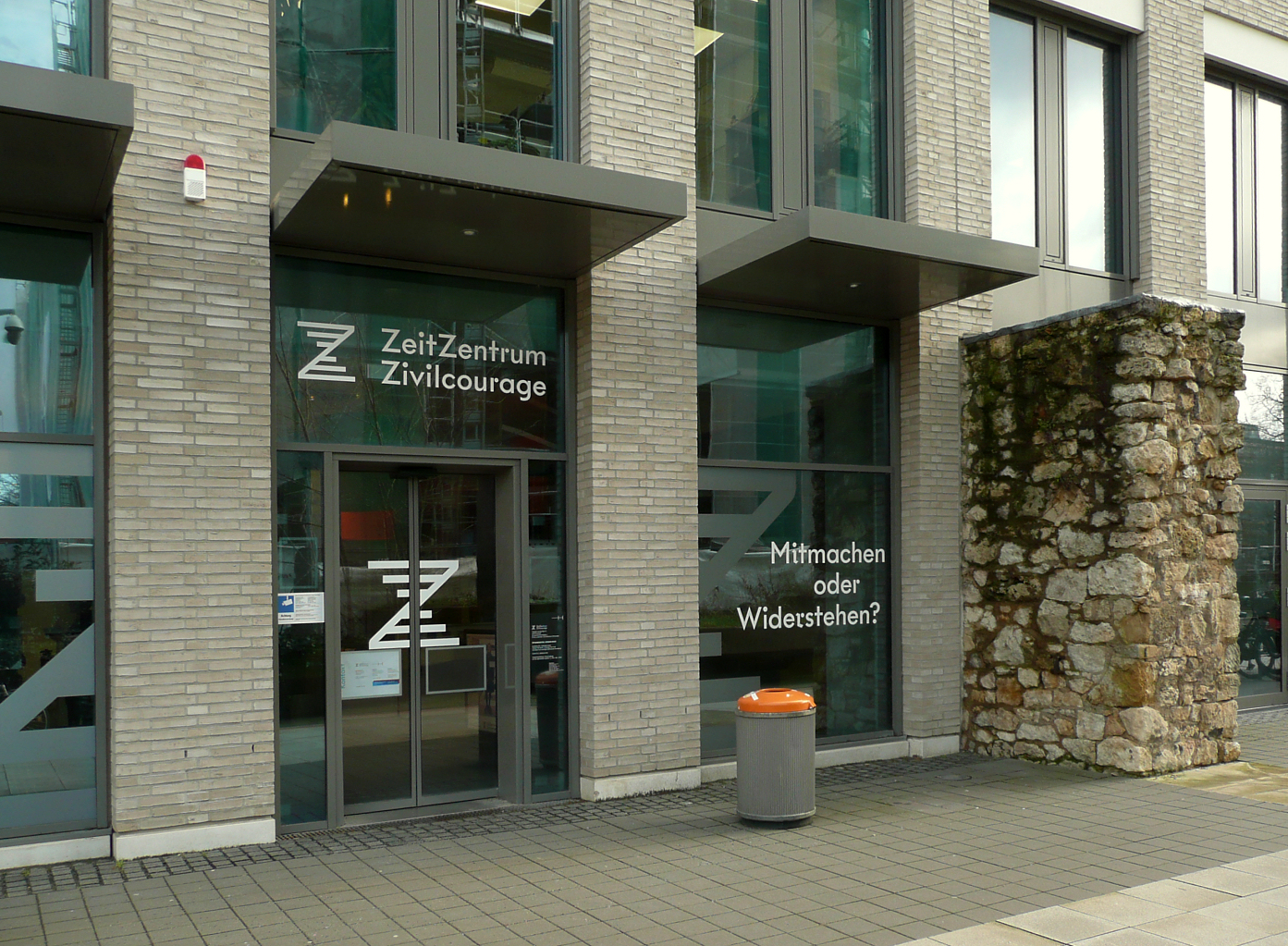
Eingang, rechts die Stadtmauer Hannover

Der Lernort ging aus der 2009 gründeten Abteilung für die Förderung und Pflege der Erinnerungskultur innerhalb der Stadtverwaltung Hannover hervor. Die Abteilung entwickelte von 2016 bis 2021 das ZeitZentrum Zivilcourage, in dem 21 Mitarbeitende tätig sind. Im Jahr 2023 hatte es über 1000 Einzelbesucher und fast 2800 Veranstaltungsbesucher. Es führte etwa 140 Workshops mit rund 3000 Teilnehmern durch.
Das ZeitZentrum Zivilcourage arbeitet mit örtlichen Bildungsinstitutionen zusammen, wie mit der Leibniz Universität Hannover, dem Stadtarchiv Hannover, dem Historischen Museum Hannover, der Gedenkstätte Ahlem und zivilgesellschaftlichen Initiativen. Außerdem führt die Einrichtung historische Grundlagenforschung zu Themen der städtischen Erinnerungskultur durch, wie Stolpersteinverlegungen, Erinnerungsorte, öffentliche Gedenk- und Vortragsveranstaltungen und Umbenennung von Straßen.